# Kocsányos tölgy
A kocsányos tölgy (Quercus robur) a bükkfavirágúak (Fagales) rendjébe, ezen belül a bükkfafélék (Fagaceae) családjába tartozó fafaj.

## Előfordulása
A kocsánytalan tölggyel váltakozva Európa nagy részének uralkodó tölgyfaja. A Kárpát-medencében élő hét tölgyfaj egyike; a medencében a közepesen hűvös és csapadékosabb részeken él:
- a hegyvidéken 400–800 m között;
- az Alföldön pedig:
  - a galériaerdőkben,
  - azokon az öntés- és homokterületeken, ahol a talajvíz szintje magas,
  - a Délnyugat-Dunántúltól dél felé (szlavón tölgy).

## Jellemzése

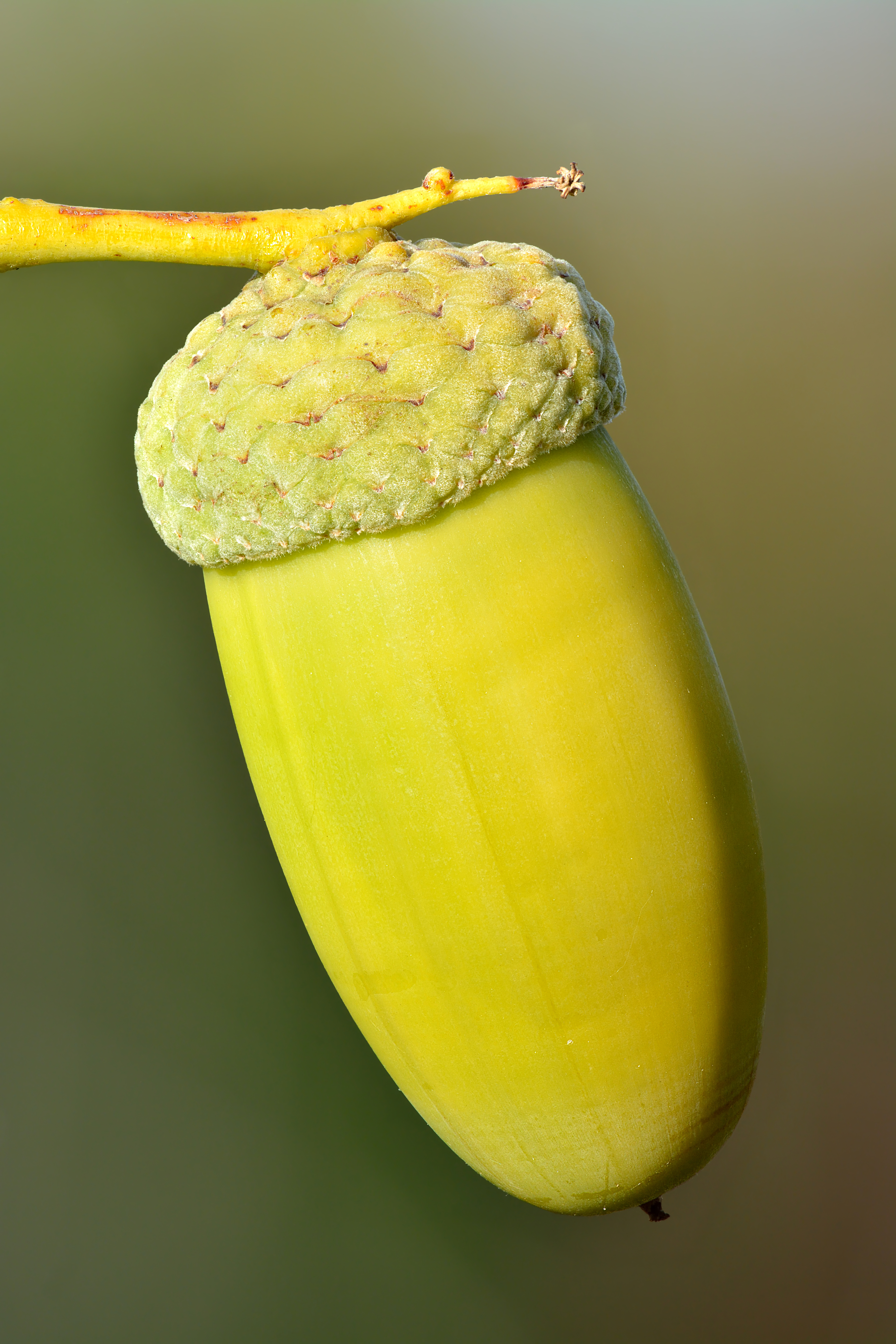
Makk

A magányos fák koronája magasan boltozatos és széles, félgömb, illetve gömb alakú, csaknem a törzsig visszazárt, tömött és egyenletesen leveles. Ágrendszere feltörekvő, ágai messze szétterülnek. Zárt állományban 45 m-t is elérő, egyenes törzsű, keskeny koronájú fa. Kérge mélyen barázdált, sötét színű. A fiatal fák kérge még sima, később finom barázdák jelennek meg rajta, és ezek mély repedésekké fejlődnek, miközben színe középszürkéről sötétszürkére vált. Zöldesbarna, kissé viaszos fényű vesszői kopaszok.
Rügyei eleinte gömbölydedek, majd kihegyesednek.
Levelei kopaszok vagy csillagszőrösek, a levéllemeze visszás-tojásdad, a levélváll két fülcimpa alakban végződik. A levelek rövid nyelűek, majdnem nyél nélküliek (2–6 mm), szinte ülők. A levéllemez tagolt, a tagoltság mértéke a lemez csúcsától a válla felé haladva nő, karéjostól egészen az osztottig. A levélszél ép.
Porzós virágzata 2–4 cm hosszú. A porzós virágok kettősbogas barkavirágzatba rendeződnek. Apró, termős virágai 1–5-ösével közös, hosszú nyélen ülnek (innét a magyar név, és nem a levélnyél hosszából). A kettősbogas virágzatnak csak a középső, a főtengelyen lévő tagja marad meg, az oldaltengelyek virágai redukálódnak. A virágzat tövén csészeszerűen ülő kupacs csak egy termést tart. A kupacspikkelyek széle összenőtt, a csúcsuk szabad, sima. Alsó állású magházból kialakult makk terméseinek csúcsán az elszáradt virágtakaró három apró fogként később is jól felfedezhető. A pikkelyes, csészeszerű kupacsban fejlődő makkok hosszú nyél végén nőnek. Ez a nyél a kocsány; erről kapta a nevét a faj. A lehullott makk számos állat csemegéje, sok erdőlakó gerinces faj fő késő őszi tápláléka, ezért csak kevés jut el a tavaszi csírázásig.
Magyarországi előfordulása: Alföldjeinken főleg az ártereken találkozunk vele, de előfordul homokvidékeken, sőt a szikesek kevésbé sós területein is. Dombvidéken elsősorban a völgyekben találja meg a megfelelő életfeltételeket. Kisebb-nagyobb előfordulási szinte az ország minden részén vannak, nagyobb állományai a Duna, a Tisza és a Dráva mentén, valamint a Hanság szegélyén élnek.

## Életmódja

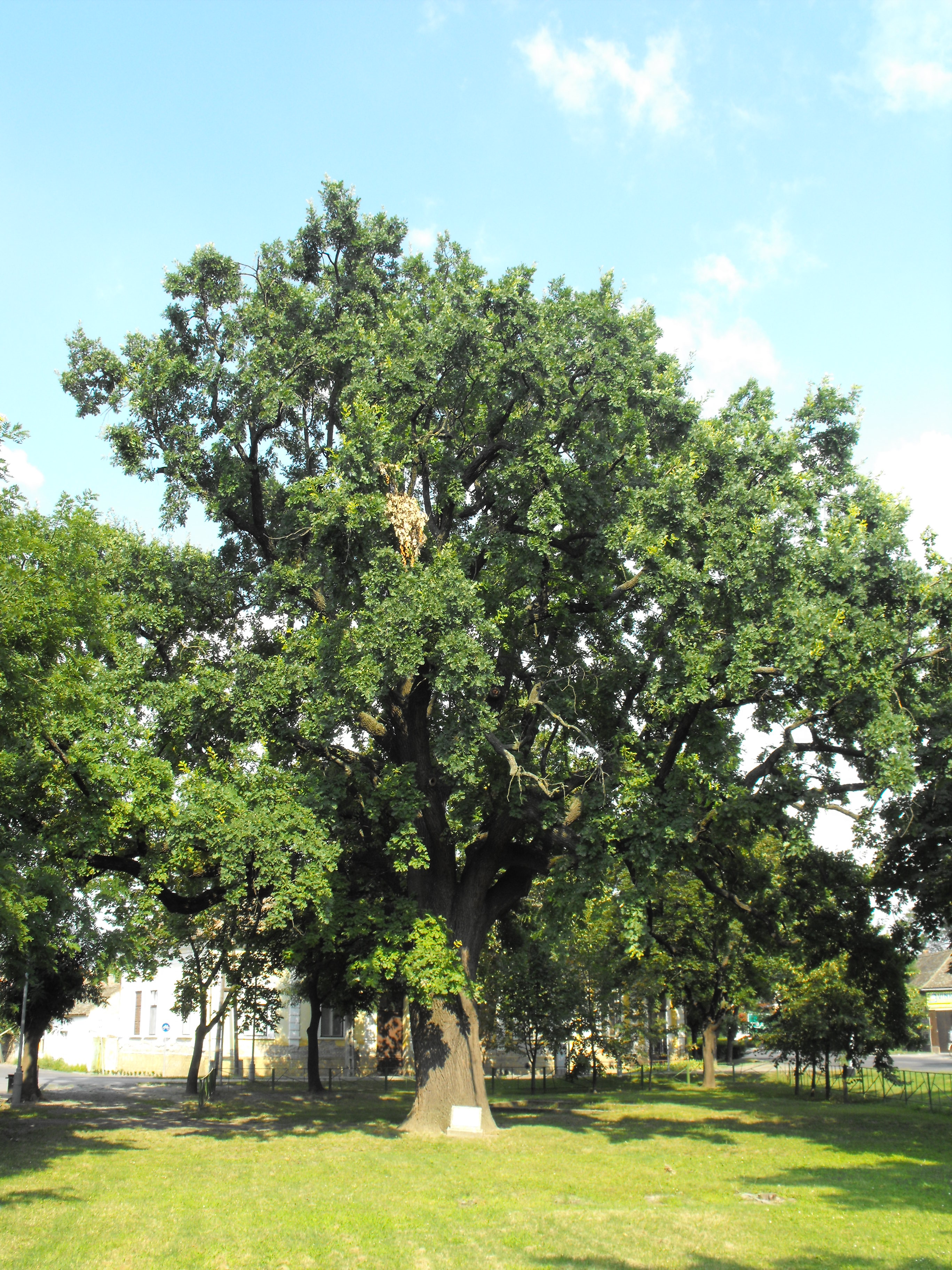
A Juhász Gyula-emlékfa Makón

A kocsányos tölgy a laza, többnyire közepesen mély rétegű szikla- és vályogtalajokat, az enyhe teleket kedveli. Kedvező körülmények között a kocsányos tölgy akár 800–1000 évig is élhet (lásd például a zsennyei tölgyet).
Április-májusban virágzik.
A tölgyek hagyományos kártevői:
- tölgyilonca;
- kis téliaraszoló;
- nagy téliaraszoló

lényegesen károsíthatják.

## Felhasználása
Makkját korábban a sertésekkel etették (makkoltatás); olaja nem szárad. Gubacsából vas hozzáadásával tintát készítettek. 
Fája sötétbarna, kemény, ellenálló, szép rajzolatú, értékes. Kérgében sok a cseranyag.
Műszaki tulajdonságaiban nagy hasonlóságot mutat a kocsánytalan tölggyel, ezért a faipar nem tesz különbséget e két fafaj faanyaga között. Fáját cölöpökként, a mélyépítés terén, hidak és különböző teherhordó, teherviselő épületszerkezetek anyagaként, hajó-, autó- és vagongyártás során, vasúti talpfák, karók, oszlopok, a bányászatban bányafák, beltéri felhasználás során lépcső, korlát, parketta és falburkolat, ajtók, ablakok, bútorok anyagaként, furnér és tömörfa változatban is használják, a borászat terén hordók alapanyaga. Ezen kívül faragványok, szobrok és esztergályos termékek alapanyaga, játszótéri játékok, kültéri bútorok kedvelt alapanyaga. Ágait, gallyait tűzifaként hasznosítják.

## Gyógyászati felhasználása
A fa fiatal ágainak kérgét használják gyógyászati célokra. A felhasználható hatóanyagot mind a kocsányos, mind a kocsánytalan tölgy (Quercus petraea) tartalmazza. A kéreg gyűjtése a tavaszi, kora nyári hónapokra esik. A fiatal ágak kérge katechin és galluszsav típusú cserzőanyag keveréket tartalmaz, de megtalálható benne még triterpén és szitoszterol származék is.
A tölgyfakéreg cserzőanyag tartalmának köszönhetően kiváló összehúzó hatású szer, főzetét fürdők és borogatások formájában nedvező bőrbetegségek, lábizzadás, aranyér és szájüregi gyulladások kezelésére használják. Hasmenés és gyomor-bélhurut esetén belsőleg ritkán alkalmazzák. A fa levelét is hasonló célokra használják, csak a levél valamivel kevesebb hatóanyag-tartalommal rendelkezik.
Belsőleg és kis adagokban a kocsányos tölgy kérge az ismeretlen eredetű, heveny hasmenések kezelésére és az emésztés elősegítésére ajánlott. Külsőleg fürdőként erős lábizzadás, valamint bőrgyulladások ellen alkalmazzák. Kiegészítő kezelésként végbéltáji berepedésnél hatékony. Készítenek belőle borogatásokat is fagyások, nedvező ekcéma, bőrrepedések ellen és a kisebb vérzések csillapítására.

## Változatai
Ismert alfaja a Praeilliricum flóravidéktől dél felé, zömmel a Balkánon élő, egyenes törzsű, magasan elágazó szlavón tölgy '

## Érdekesség
A horvát 5 lipáson egy tölgyág képe található.

## Képek

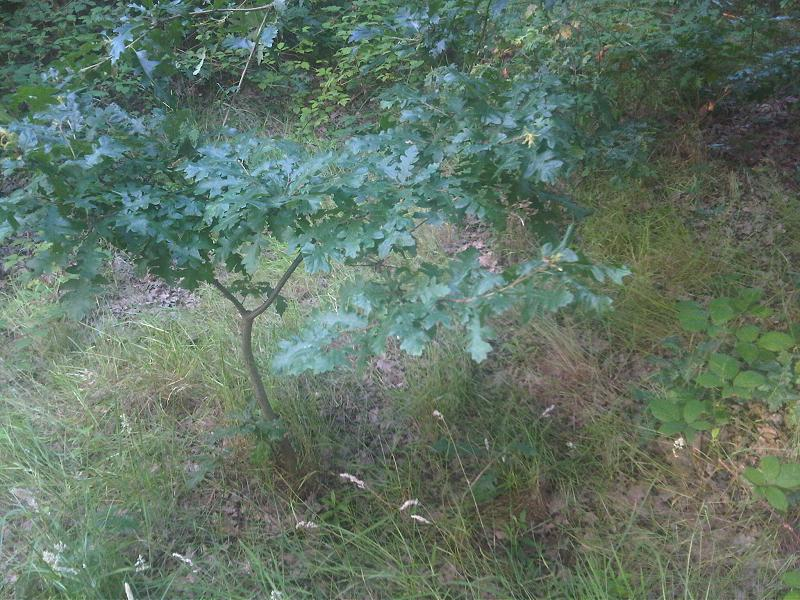
fiatal példány
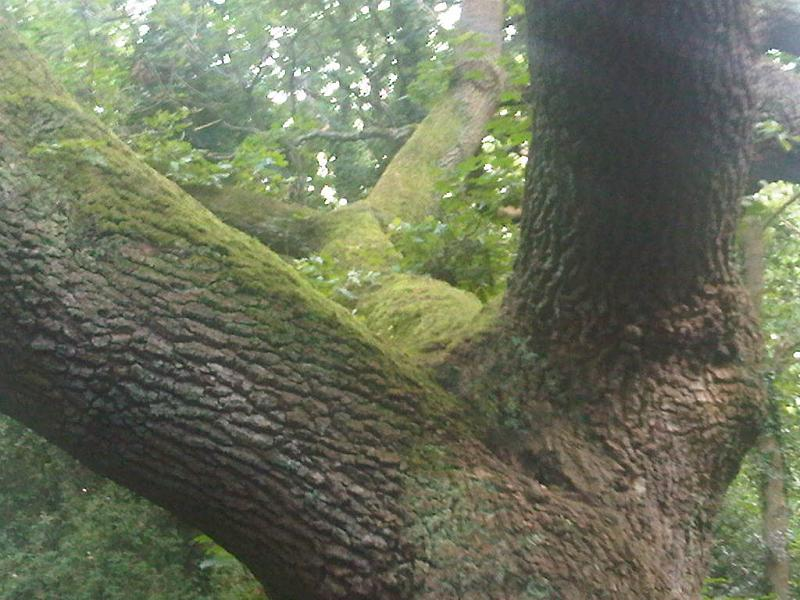
idős példány ágai, mohával borítva
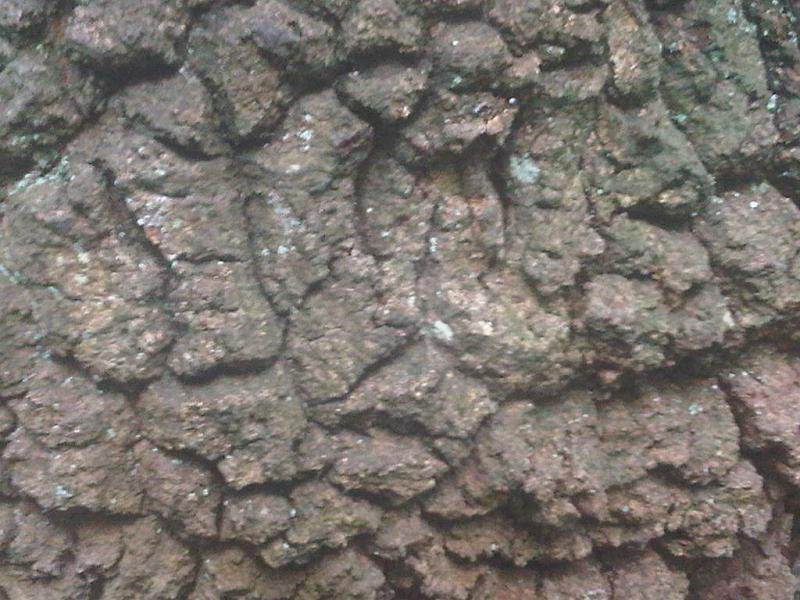
idős példány kérge
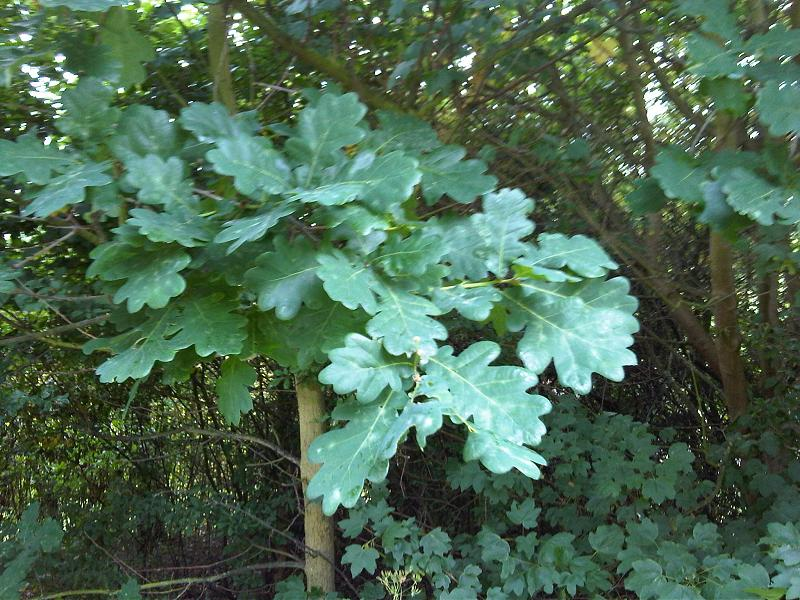
leveles ág
a törzsből kinövő levelek
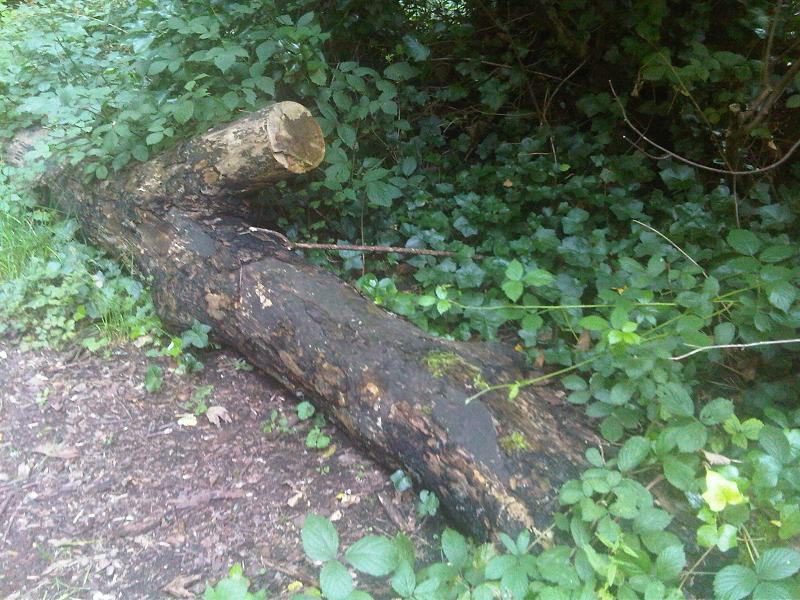
kidőlt fa zuzmókkal borítva
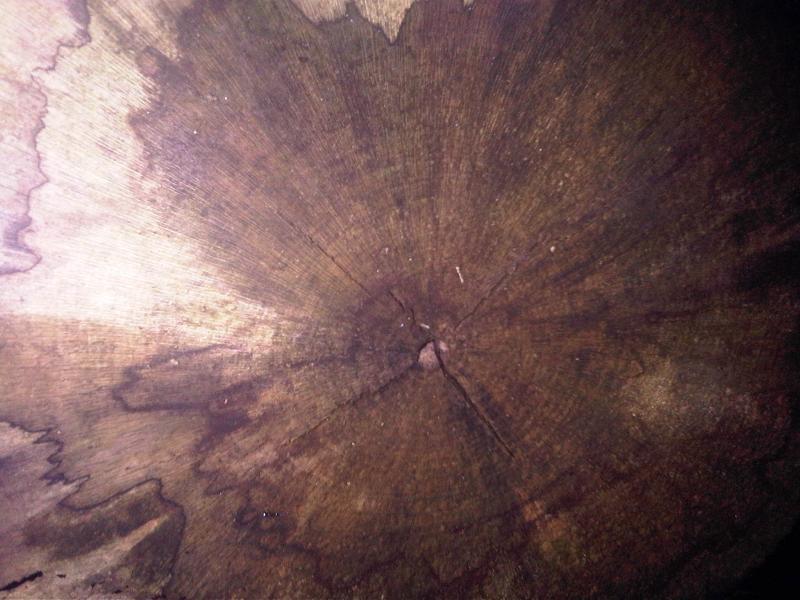
kidőlt fa keresztmetszete
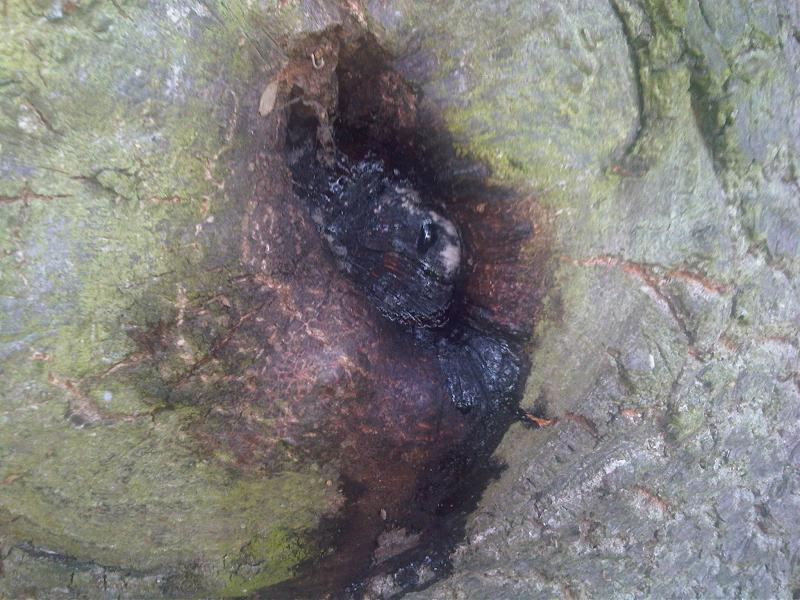
seb a törzsön
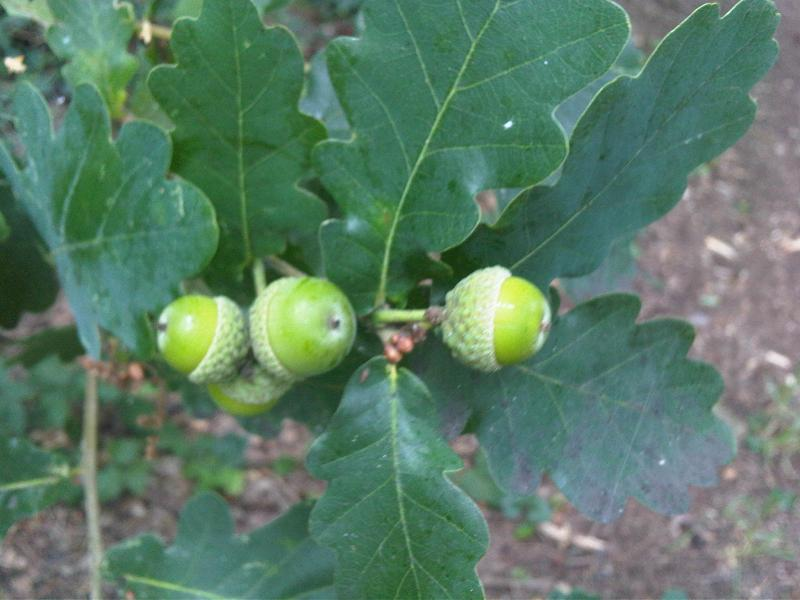
fiatal makkok
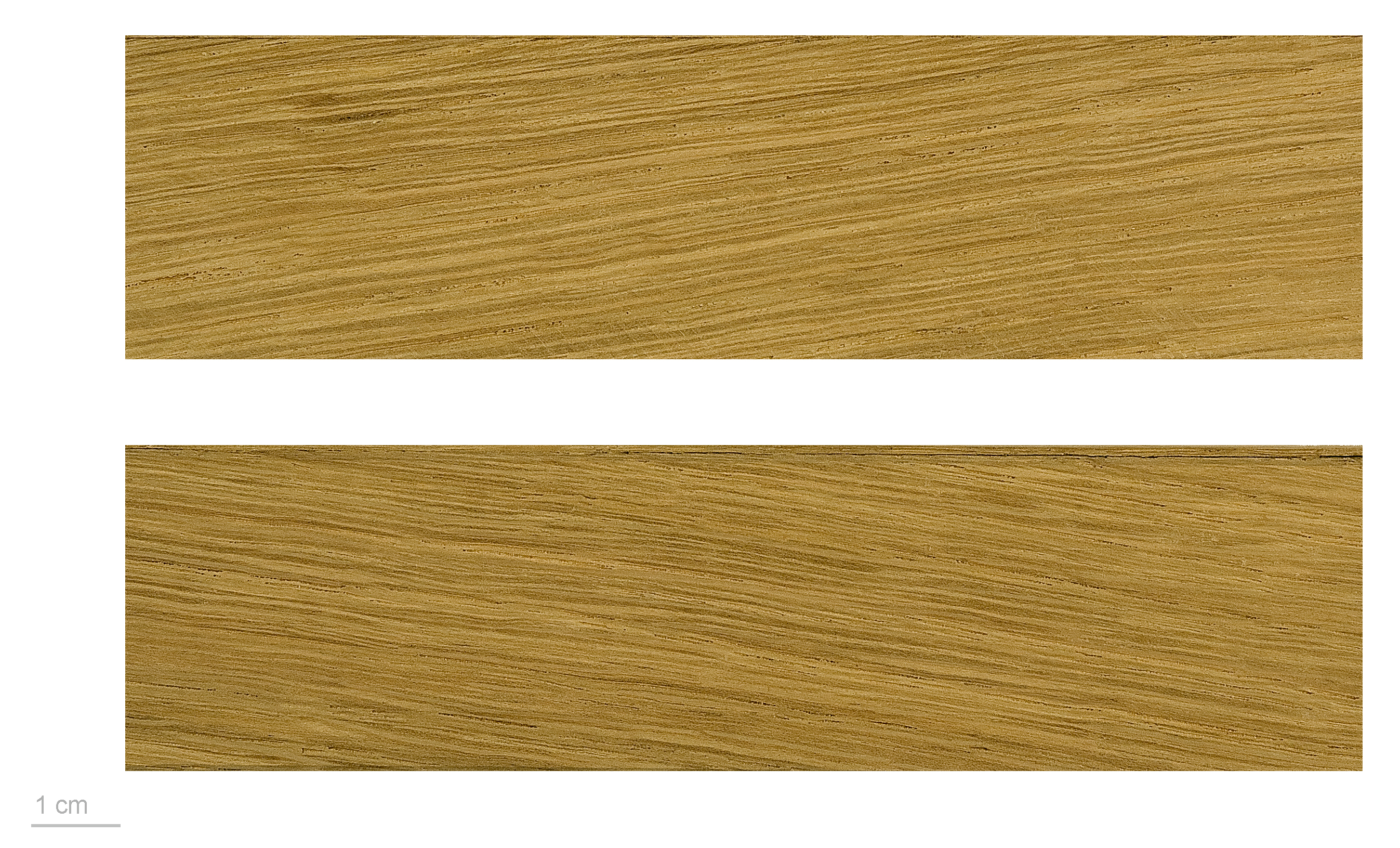
Quercus robur - Museum specimen